# Rosa Rebelde
Rosa Rebelde é uma telenovela brasileira produzida e exibição pela TV Globo de 15 de janeiro a 13 de outubro de 1969, em 212 capítulos. Substituiu Passo dos Ventos e foi substituída por Véu de Noiva sendo a 7ª "novela das oito" exibida pela emissora.
Foi a terceira novela consecutiva escrita por Janete Clair. Dirigida por Daniel Filho e Régis Cardoso. 
Rosa Rebelde foi inicialmente inspirada numa radionovela produzida anteriormente por Janete Clair para a Rádio Nacional, Rosa Malena, mas teve seu cenário alterado por ordem de Glória Magadan, então diretora de teledramaturgia da emissora. Durante sua exibição, enfrentou problemas com audiência, tendo seu desempenho prejudicado pelo sucesso da telenovela Beto Rockfeller, exibida pela Rede Tupi, e com um incêndio na sucursal paulistana da TV Globo, que fez com que a produção tivesse que ser estendida por cem capítulos adicionais.

## Enredo
A telenovela possuiu duas fases distintas. A primeira teve como premissa o seguinte:
| “ | No século XIX, Rosa Malena (Glória Menezes) liderava um grupo de espanhóis que lutavam contra a ocupação francesa. A rebelde conseguiu se infiltrar na corte e acabou se apaixonando pelo capitão do exército de Napoleão Bonaparte, Sandro de Aragão (Tarcísio Meira), encarregado de conquistar a Espanha. | ” |

A segunda, situada vinte anos após a conclusão da primeira, dava continuidade à história do casal, além de mostrar a juventude de seu filho Fernando, que também formava um par romântico:
Sandro e Rosa Malena se casaram e tiveram um filho, Fernando. Fernando, a cara do pai, se apaixona por Simone, uma prima de Rosa Malena. Enquanto isso, Rosa é sequestrada e dada como morta, para desespero de Sandro.

## Elenco
Além de Glória Menezes e Tarcísio Meira, que interpretam os protagonistas em ambas as fases da telenovela - Rosa Malena e Capitão Sandro de Aragão, na primeira fase, e seus filhos, Simone Grandet e Fernando de Aragão, na segunda - também fizeram parte do elenco:
| Interprete          | Personagem                         |
| ------------------- | ---------------------------------- |
| Glória Menezes      | Rosa Malena Grandet (Rosa Rebelde) |
| Glória Menezes      | Simone Grandet                     |
| Tarcísio Meira      | Capitão Sandro de Aragão           |
| Tarcísio Meira      | Fernando de Aragão                 |
| Djenane Machado     | Conchita                           |
| Ênio Santos         | José de Aragão                     |
| Mário Lago          | Barão de San Juan de la Cruz       |
| Miriam Pires        | Baronesa Inês de la Cruz           |
| Gracinda Freire     | Rafaela                            |
| José Augusto Branco | Pierre Duprat                      |
| Maria Pompeu        | Soledad Navarro                    |
| Miguel Carrano      | Manolo                             |
| Moacyr Deriquém     | Napoleão Bonaparte                 |
| Myriam Pérsia       | Maria Consuelo                     |
| Paulo Araújo        | Felipe Grandet                     |
| Ribeiro Fortes      | El Sordoa                          |
| Sônia Ferrera       | La Zíngara                         |
| Suzana de Moraes    | Lola                               |

## Exibição
A novela começou a ser reprisada na faixa da tarde enquanto está no ar entre 14 de julho de 1969 a 02 de julho de 1970.